# Puerto Piray

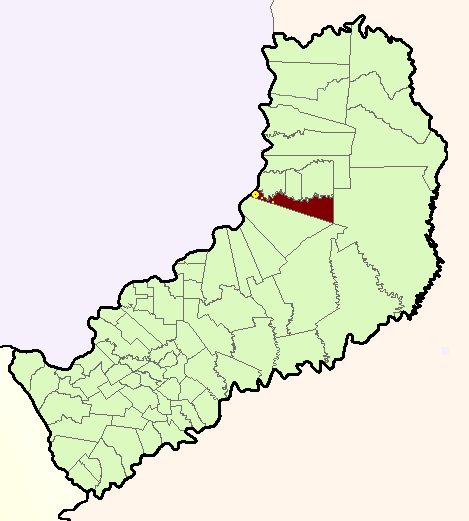
Área del municipio de Puerto Piray, su cabecera (Puerto Piray) y las localidades de Villa Parodi (izquierda) y Piray Kilómetro 18 (derecha).

Puerto Piray es un municipio argentino de la provincia de Misiones, ubicado dentro del departamento de Montecarlo.
Dentro del municipio se halla el núcleo urbano de Piray Kilómetro 18.
MUNICIPIO DE PUERTO PIRAY:
Por Decreto N°892 del 13/05/1957, con la firma del Interventor Federal : Adolfo Pomar, se crea la Comisión de Fomento de Piray, dentro del Departamento de Montecarlo, con una superficie de 10.000 has, que luego se modificó a 33.000 has. Siendo sus límites: 
Norte, el Arroyo Piray Guazú desde su desembocadura en el Paraná hasta el límite de los Departamentos de Montecarlo y San Pedro.
Este: desde el último punto indicado, siguiendo el límite de los departamentos citados, hasta el límite de las propiedades de Celulosa Argentina S.A. y Larrague S.A. 
Sur: desde el último punto indicado, siguiendo el límite de las propiedades citadas hasta el río Paraná.
Oeste: desde el límite Larrague-Celulosa,  hasta la desembocadura del Arroyo Piray Guazú.
El primer Comisionado Municipal de Piray fue el Sr. Daniel Eugenio Carballo, en tanto los restantes miembros de la Comisión de Fomento de Piray,  fueron los Señores: José Holzer. Jorge Aumer, Ricardo Gebhardt, Pedro Nortison y Arnoldo Teodoro Bischoff. También cumplieron esa función: José Bohn, Justo Rodríguez,  Ing. Alemann. Escribano Tavares, Guillermo N. González (quien no asumió). Erme Aguirre y Pedro F. Echenique, estos últimos cumplieron funciones de Interventores.
Las autoridades surgidas en elecciones democráticas fueron las siguientes:
Año 1958: Intendente: Sr. Erme Aguirre, Concejales: Teobaldo Acosta (UCRI), igual que el intendente y concejal (UCRP) Sr. Ferdinando Albertini..
Año 1963: Intendente: Sr. Pedro F. Echenique (UCRP), Concejal: Tito Dávalos, Federico Colautti, y Nicolás Ayala.
Año 1973: Intendente: Héctor José Díaz (PJ), Concejales: Erme Aguirre. Claro Rivero.
Oscar R. Montero y Aldo Albertini.
Fundación del pueblo:
Por Ordenanza Municipal se instituyó el día 4 de octubre de 1874, como fecha de fundación. Se carece de Acta de Fundación.
El dato histórico más antiguo que se pudo obtener corresponde al 4 de agosto de 1874, anterior al 4 de Octubre; pero como ésta es la fecha del Santo Patrono de Puerto Piray, San Francisco de Asís, se consideró hacer coincidir las dos fechas. para conmemorar el 4 de Octubre, el Aniversario y el San Patrono.
Asentamiento Poblacional:
Como puerto de embarque de yerba mate y maderas que se explotaban en la zona, en San Pedro, Fracrán, Campiñas de Américo (hasta 1880) e Irigoyen, contaban con una población estable de 30 a 40 personas que se dedicaban a la carga y descarga de los barcos, cuidado del depósito de yerba, embolsado de la misma,  el control de su calidad,  atención de las mulas, dado que todo el transporte desde el puerto al interior se efectuaba a lomo de mula y el cuidado de la picada mulatera. Esta población se mantuvo con poca variación desde 1874 hasta 1942. 
El aumento elevado de la población a partir de 1947, se debe al establecimiento de la empresa Celulosa Argentina S.A. en 1939, que transformó a Puerto Piray de un puerto de abastecimientos al interior de Misiones, en un centro económico con influencia en todo el Norte de Misiones
En 1957-1960 los vecinos se instalan en el Pueblo Nuevo, hoy zona urbana de Puerto Piray. A través de los censos nacionales podemos observar la evolución de la población de Puerto Piray: en 1960 con 1.957 habitantes, en 1970 con 2.386 habitantes.
Progreso y evolución de Puerto Piray:
El hecho más destacable que produjo el establecimiento de Goicochea en Piray fue la afirmación de la soberanía argentina en la zona, San Pedro, Fracrán y Barrancón. 
Puerto Piray fue el primer puerto argentino de Corpus al Norte, y fue base de la mayoría de las expediciones para establecer nuevos puertos sobre el río Paraná.
Desarrollo e influencia de Puerto Piray:
Puerto Piray, bajo la jurisdicción de Corrientes, de 1874 hasta 1881, en que se creó el Territorio Nacional de Misiones, forma parte de Departamento de Candelaria. Desde 1882 hasta 1894, al crearse el Departamento de Piray, Puerto Piray fue cabecera del mismo, pero estaba ubicado en el Depto. De Corpus.
HISTORIA DE PUERTO PIRAY:
CREACIÓN DEL MUNICIPIO ENTRE 1970-1980.

El 4 de octubre de 1874, probablemente se estableció en el lugar denominado "Arenal grande", hoy Puerto viejo, de Puerto Piray. don Juan Francisco Goicochea. Se carece de acta de fundación, pero se puede afirmar con sólidos fundamentos para establecer esa fecha.
Se estima que el establecimiento de un puerto, apertura de picadas, construcción de edificios, transporte de materiales, en ese entonces únicamente por vía fluvial, requería de 10 a 12 meses. Para asegurar estos argumentos se poseen antecedentes de que a mediados de 1875, se explotaba un yerbal a 3 leguas del puerto y otro a 5 y 7 leguas del mismo. Además esta fecha coincide con la del santo patrono de Puerto Piray, que se celebra desde el año 1960.
Desde la pacificación de la tribu de Maydana, quedó libre la rivera del Paraná, desde Corpus hasta Iguazú, en una extensión de 300 km, recién entonces y merced a la hazaña de Moraes Dutra, los yerbateros de trincheras se animaron a establecerse en otros puertos del Alto Paraná.
Puerto Piray fue pues el primer establecimiento de esa extensa zona. fue el punto de partida para la explotación de la yerba mate silvestre, que comenzó a extraerse de las zonas exploradas por la expedición de 1876/77. 
El bienestar económico que produjo en la zona, la explotación de este producto se denomino "fiebre  de la yerba mate u oro verde", que duró hasta la segunda década del presente siglo, en que la yerba mate silvestre fue desplazada por la  yerba de cultivo. Debe señalarse la importancia que tuvo el afianzamiento de la soberanía argentina, que efectuó Juan Francisco Goicochea, al establecerse en Fracrán, San Pedro y Campañas de Américo, con lo cual evitó que prosiguiera la penetración brasileña. El hecho ignorado y olvidado merece, sin embargo, ser divulgado.  Juan Francisco y Francisco Juan Goicochea (hermanos mellizos) Felipe Tamareu. Fructuoso Moraes Dutra, Carlos Bosetty, Adán Luchesi; todos extranjeros que  se establecieron, abrieron centenares de km, de picadas, exploraron, pacificaron a los indios y realizaron la expedición 1876/77. El motivo fundamental para el establecimiento de Goicochea en Puerto Piray era la explotación de la yerba mate.
Durante muchos años fue el único puerto del Alto Paraná que embarcaba la producción yerbatera del norte de Misiones.
En la cercanía del actual emplazamiento de Puerto Piray, existía un puerto de embarque de productos, especialmente yerba mate del monte, que eran extraídos de la zona de San Pedro y trasladados a lomo de burro hasta Puerto Piray, localidad desde la que partían los cargamentos por el Paraná, rumbo a distintos destinos. 

Lo que sí se puede afirmar es que el crecimiento de Puerto Piray, en un principio Pueblo Nuevo, se dio con la instalación de la planta fabril papelera Celulosa Argentina en 1934. 
Esta empresa y como propietaria de las tierras donde se instaló, procedió al parcelamiento y venta de parte de su propiedad, a los trabajadores de la empresa, lo cual empezó a perfilarse el nuevo pueblo.
La actividad en este sector se mantuvo hasta principios de los años 40. Aunque se carece de datos fehacientes hay indicios de movimiento en la zona donde se afincara el pionero Goicochea. En 1942, la firma Celulosa Argentina produjo un giro fundamental en la vida de la localidad con la instalación de su fábrica,
Para forestar las 17.000 has.,  propiedad de Celulosa Argentina S.A. trabajaron  hasta a 4000 obreros en 1950 se da inicio a la construcción de una fábrica de celulosa, que comenzó a producir en 1956. La misma fue inaugurada por el entonces presidente Gral. Aramburu. Esta fábrica fue, por mucho tiempo,  la mayor fuente de trabajo de la población de Piray.
El emprendimiento inició su desarrollo a fines de 1956 y un año después se creó la comisión de fomento, preludio de la actual municipalidad.
En aquel entonces se tuvo que hacer todo, nada había en aquellos lares. 
Ganar claros en la selva, realizar excavaciones en la tierra y en las rocas para construir más de 100 kilómetros de caminos con sus puentes fueron algunos de los trabajos realizados, y dirigidos por Adolfino Mioni, un italiano, quien junto a cientos de paraguayos que se radicaron en esta orilla del Paraná, trabajaron duro para hacer transitable esa región. 
Los paraguayos huyeron debido a la situación política reinante en el Paraguay, la revolución del 47, y se radicaron en lo que más tarde sería Puerto Piray. 
Este grupo fue quien generó la actividad propia de cualquier pueblo. Al albergue de planta de celulosa y el trabajo incansable de los pioneros, se desarrolló la localidad. 
La laboriosidad y empuje de su gente permitió que Puerto Piray siga en ascenso.
En 1954, la empresa decidió la construcción de un colegio para la formación de los niños y jóvenes del pueblo que se perfilaba. La dirección y administración fue delegada en la congregación de las hermanas Misioneras Siervas del Espíritu Santo, a fin de que la formación recibida tuviera espíritu religioso. 
Para iniciar esta tarea de educar vinieron las hermanas Teódula, Ángeles, Consumata y Lumina, quienes se trasladaron al lugar con una imagen de la Virgen María pues era el año mariano y el colegio llevaría el nombre de Virgen de los Milagros, a instancias de uno de los accionistas de Celulosa Argentina, exalumno del Colegio Inmaculada de Santa Fe y devoto de la Madre María.
Con el fin de que el personal de C.A.S.A. tuviera acceso a una vivienda digna. la Empresa fraccionó en 1957, 1962 y 1972, el hoy llamado pueblo Piray, creando una urbanización con energía eléctrica, agua corriente, las viviendas que ocupaban los obreros de los barrios les fueron otorgados a un módico precio para su traslado al pueblo.

Atención sanitaria y social:
Celulosa Argentina S.A. puso especial interés en prestar una atención médica integral a su personal y núcleo familiar. En 1958 se habilitó el hospital  Pio XII, modelo en su tiempo (hoy desmantelado por la empresa ARACUCO) . Para la adecuada alimentación de los obreros y sus familias, instaló proveedurías, carnicerías, panaderías, y fábrica de hielo.
Comisaria: Habilitada el 25-04-1959. 
Prefectura Argentina: Habilitada el 01-12-1959.
Gendarmería Nacional: Habilitada el 31-10-1943.
Registro de las Personas: Habilitado desde el año 1959.
Juzgado de Paz: Habilitado en 1959.
Correo Argentino: Desde 1965 funciona en el pueblo.
Agua corriente: Distribuida por la municipalidad, el agua  estaba  tratada por Celulosa Argentina S.A. que en 1958 construyó la cisterna y la red de distribución, que luego donó al Muni
Un recuerdo para don Fausto Negrotti
Cuando los hombres de ideas creativas se proponen proyectarse hacia el futuro, sus decisiones generalmente encuentran el camino de progreso y fue así que comenzando la década del ‘40, llegó a Misiones, en compañía de su hermano Carlos, don Fausto Negrotti, protagonista del reportaje y quien falleciera el 20 de septiembre del 2002. Según sus relatos, llegaron de Italia, vía Buenos Aires, para trabajar en la empresa Celulosa Argentina en cuyas propiedades se realizaron los primeros cultivos artificiales de pinos en Misiones. 
"Para ingresar semillas de araucaria angustifolia (el bello Pino Paraná que abundaba en el Brasil y hoy es casi inexistente) había que transar con vendedores clandestinos de los estados de Santa Catarina y Paraná y sortear los controles aduaneros en la frontera para ingresar la carga a la Argentina" comentaba don Fausto.
Juntos, los hermanos Negrotti llegaron a Misiones para acompañar la difícil misión de explorar la selva y construir camino y puentes para unir Piray con San Pedro.
También construyeron aserraderos, hospitales, colegios y viviendas para el personal de la empresa. En 1956 cuando se puso en marcha la primera fábrica papelera en Misiones. El avance y el progreso produjeron un cambio en la zona.  
Don Fausto recordaba que una vez conseguidas las semillas, "con Carlos limpiamos 70 hectáreas de monte a tres kilómetros del puerto, y realizamos la primera forestación de araucaria", ejemplares que hasta no hace mucho permanecían enhiestos constituyendo un emblema que distinguía al pueblo misionero que supo vivir tiempos de desarrollo y progreso. 
Las plantaciones se desarrollaron a ambos lados de la ruta 10, hasta superar las 40 mil hectáreas. Luego se cultivaron especies de eucaliptos y de pinos taeda y ellioti
Los recuerdos de Negrotti plasmados en un reportaje continúan: "Fui afectado al sector de administración y ahí estuve mucho tiempo, era el encargado de traer el dinero para el pago de la quincena. Subía a una canoa, remaba 20 kilómetros aguas arriba hasta Eldorado y de allí si encontraba en el puerto el único auto de alquiler iba hasta la sucursal del Bando de la Nación. Traía mucha plata en una valijita y solo me acompañaba mi secretario que tampoco andaba armado, a mi no me gustaban las armas, nunca nos pasó nada y el regreso era más fácil, volvíamos aprovechando la correntada", evocaba este trabajador que ayudó a engrandecer a Puerto Piray en el siglo pasado y que sostenía que le gustaba esta tierra, el monte y sus árboles porque "aquí todavía se vive bien...".
A partir del año 1957, Celulosa Argentina S.A., encarga un plan de ubicación, que tenía por objetivo trasladar al personal y sus respectivas familias asentados en las Villas cercanas a la fábrica, a un nuevo sector que se denominó Pueblo Nuevo de Puerto Piray. Dicha ubicación, tenía por finalidad enviar a los efectos de la contaminación, como así también los gastos de reparación de las viviendas de madera de las "Villas" que estaban deterioradas después de 10 años de construcción.
El plan de Celulosa Argentina SA,  consistía en vender un lote de terreno en el Pueblo Nuevo, trasladar al lote la vivienda de madera desde la Villa y otorgarle un crédito para constituir los
cimientos de mampostería, baños instalados y remodelación de las viviendas. En dos años, se vendieron los lotes disponibles y los que no pudieron adquirir un lote o vinieron a Piray después del año 1960, fueron ubicándose en terrenos públicos o terrenos no loteados, denominándose injustamente a las familias que estaban en esa situación "intrusos". Esto constituyó
durante muchos años un gran inconveniente para el crecimiento urbanístico de Piray.
Al comenzar la urbanización del Pueblo Nuevo, hubo que dotar de la infraestructura necesaria para tal fin. Celulosa se encargó de la provisión de agua corriente y energía eléctrica, el agua se bombeaba desde una naciente ubicada en la manzana 8. En 1958 CASA instaló una cañería de 4 pulgadas, que llevaba agua desde la planta de Tratamiento de Agua de la fábrica hasta la cisterna de 30 mil litros, ubicada en el cerro del barrio San José y la cañería de distribución domiciliaria de los lotes del plano 0202.  La instalación de la cañería de 4 pulgadas, la construcción de la cisterna y la red de distribución de agua fue donada por CASA a la Municipalidad de Puerto Piray.
Prosiguiendo con su plan de ubicación CASA constituyó viviendas de mampostería en la manzana uno (1), de madera en la manzana dos (2) y en la manzana tres (3) y la Comisaría del pueblo en la manzana siete (7). En 1960 construyó la iglesia San Francisco de Asís.
La iglesia y  el centro educativo llegaron al “Pueblo Nuevo”
El 4 de octubre de 1969, con la presencia del entonces obispo de la diócesis de Misiones, Jorge Kemerer, se inauguró la parroquia erigida en devoción a San Francisco de Asís, a sugerencia de Edmundo Bergamni. Su construcción fue a instancias de la empresa Celulosa Argentina y estaría a cargo de un capellán para brindar atención espiritual a la población en general, misión que recayó en el padre Rodolfo Scripgick. 
Continuaron la tarea de evangelización los sacerdotes Guillermo Bayer, Waldemar Ringeltanmber, quien creó el jardín de infantes Mi Calesita, domingo Gacek, José Krajewski, Norberto Candia y Luis Pozzi.
Pero en la década de 1980 comenzó un gradual decaimiento,  al quebrar Celulosa Argentina.
Puerto Piray, cuenta con el Colegio Nuestra Señora de los Milagros que se mantiene en funcionamiento en una zona alejada de la actual población, siendo un patrimonio cultural que refleja   lo que era la zona poblada hace varios años, en pleno esplendor de la fábrica de Celulosa Argentina.
A partir del año 1983 se comenzaron a edificar nuevas viviendas por medio del IPRODHA (Instituto Provincial de Desarrollo Habitacional de la Provincia).
El municipio cuenta con una población de 9985 habitantes, según el censo del año 2010 (INDEC). Hay una antigua planta de celulosa de la empresa Benfide, a orillas del río Paraná, que, según los ecologistas, ocasiona gran contaminación sobre el medio ambiente. También se encuentra en Puerto Piray el aserradero más grande y moderno de Argentina, perteneciente a la empresa Alto Paraná SA que posee también una planta de MDF (tableros de media densidad), todas ellas dentro de la localidad.

## Parroquias católicas en Puerto Piray
| Diócesis  | Puerto Iguazú         |
| --------- | --------------------- |
| Parroquia | San Francisco de Asís |